# معاهدة التحالف (1778)

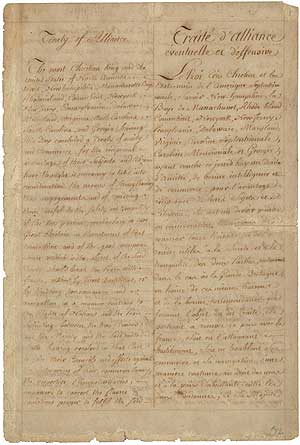

مثلت معاهدة التحالف مع فرنسا (المعاهدة الفرنسية الأمريكية) تحالفًا دفاعيًا بين فرنسا والولايات المتحدة الأمريكية، وظهرت في خضم الحرب الثورية الأمريكية، ونصت على تقديم دعم عسكري متبادل في حال اندلاع حرب بين القوات الفرنسية والبريطانية، وهي نتيجة لتوقيع معاهدة الصداقة والتجارة المبرمة سابقًا. كان من المقرر أن يستمر التحالف إلى أجل غير مسمى في المستقبل. وقع مندوبو الملك لويس السادس عشر ملك فرنسا والكونغرس القاري الثاني الذي مثل الولايات المتحدة الأمريكية في هذا الوقت على هاتين المعاهدتين إلى جانب بند منفصل سري تعلق بالانضمام الإسباني المستقبلي في باريس بتاريخ 6 فبراير/شباط عام 1778. بقيَ التحالف الفرنسي الأمريكي ساري المفعول من الناحية الفنية حتى معاهدة مورتيفانتين عام 1800، على الرغم من أن الكونغرس الأمريكي ألغاها في عام 1793 عندما ألقى جورج واشنطن خطاب إعلان الحياد قائلًا إنَّ أمريكا ستبقى محايدة في القضايا المتعلقة بالثورة الفرنسية.

## خلفية المعاهدة
كان الحليف المحتمل للمستعمرات البريطانية الثلاثة عشر في أمريكا عندما أعلنت استقلالها عن بريطانيا العظمى في عام 1776 هو فرنسا، وهي عدو قديم لبريطانيا ومنافسة استعمارية فقدت الكثير من أراضيها في الأميريكتين بعد الحرب الفرنسية الهندية. شعرت القيادة الفرنسية بالقلق من انتصار بريطانيا في حرب السبع سنوات التي غيرت ميزان القوى الأوروبي وكانت تخطط لحرب الانتقام منذ معاهدة باريس التي أنهت الصراع في عام 1763. توقع وزير الخارجية الفرنسي شواسيول حدوث ذلك من خلال التحالف مع إسبانيا والغزو الفرنسي الإسباني لبريطانيا. كان شواسيول جاهزًا للحرب في عام 1770 أثناء أزمة فوكلاندس، لكن شعر لويس الخامس عشر بالخوف من التعبئة البحرية البريطانية، وبدلاً من ذلك فقد طرد الوزير شواسيول وتراجع.
بدأ جون آدامز في صياغة شروط معاهدة تجارية محتملة بين فرنسا والمستعمرات المستقلة المستقبلية للولايات المتحدة الأمريكية، والتي رفضت وجود القوات الفرنسية أو أي شكل من أشكال السلطة الفرنسية الاستعمارية. أمر المؤتمر القاري المفوضين تحت قيادة بنجامين فرانكلين في 25 سبتمبر/أيلول بالسعي إلى إبرام معاهدة مع فرنسا بناءً على مشروع معاهدة آدامز التي أُضيف الطابع الرسمي عليها لاحقًا من خلال معاهدة نموذجية سعت إلى إقامة علاقات تجارية متبادلة مع فرنسا، لكنه رفض ذكر أي شيء عن أي مساعدات عسكرية محتملة من الحكومة الفرنسية. وعلى الرغم من الأوامر بعدم السعي إلى الحصول على مساعدة عسكرية مباشرة من فرنسا، فقد وُجه المفوضون الأمريكيون إلى محاولة بناء علاقات تجارية أقوى مع فرنسا، إلى جانب المساعدات العسكرية الإضافية، وطمأنة أي مندوب إسباني بأن الولايات المتحدة الأمريكية ليس لديها رغبة في الحصول على الأراضي الإسبانية في الأميركتين على أمل أن تدخل إسبانيا بدورها في تحالف فرنسي أمريكي محتمل.
وعلى الرغم من الرغبة في التحالف فقد أرجأ وزير الخارجية الفرنسي كونت دي فيرجين توقيع تحالف رسمي مع الولايات المتحدة الأمريكية بعد تلقي أنباء عن الانتصارات البريطانية على الجنرال جورج واشنطن في حملة نيويورك ونيوجيرسي. تمكن بنجامين فرانكلين بمساعدة لجنة المراسلات السرية التي أنشأها الكونغرس الأمريكي القاري للترويج للقضية الأمريكية في فرنسا ومن خلال مكانته كنموذج للبساطة في المجتمع الفرنسي من الحصول على قرض سري ومساعدة عسكرية سرية من وزير الخارجية لكنه اضطر إلى تأجيل المفاوضات حول تحالف رسمي بينما تفاوضت الحكومة الفرنسية على تحالف ممكن مع إسبانيا.
سعت فرنسا إلى اغتنام فرصة هزيمة بريطانيا في معارك ساراتوجا وتزايد الشائعات حول عروض السلام البريطانية السرية لفرانكلين للاستفادة من التمرد والتخلي عن المفاوضات مع هولندا وبدء مناقشات مع الولايات المتحدة الأمريكية بشأن تحالف رسمي. قدم الملك لويس السادس عشر موافقة رسمية لبدء مفاوضات حول تحالف رسمي، رفضت المستعمرات اقتراحًا بريطانيًا للمصالحة في يناير/كانون الثاني عام 1778 وبدأت مفاوضات من شأنها أن تؤدي إلى توقيع معاهدة الصداقة والتجارة ومعاهدة التحالف.

## الاتفاقية
كانت معاهدة التحالف في الواقع بوليصة تأمين لفرنسا ضمنت دعم الولايات المتحدة الأمريكية في حال أرادت بريطانيا خرق السلام مع الفرنسيين (إما عن طريق الأعمال العدائية المباشرة، أو عن طريق إعاقة التجارة والملاحة) ونتيجة لتوقيع معاهدة الصداقة والتجارة فقد حددت المعاهدة أحكام وشروط هذا التحالف العسكري، ووضعت شروطًا لتوقيع معاهدات السلام المستقبلية لإنهاء العداوة مع البريطانيين، ووفرت بندًا سريًا ترك الباب مفتوحًا أمام إسبانيا ودول أوروبية أخرى أصيبت بالأذى من بريطانيا للانضمام إلى الحلف.

### البند 1-4: شروط التحالف الدفاعي
نصّت البنود الأولى من المعاهدة على أنه في حالة اندلاع الحرب بين فرنسا وبريطانيا خلال الأعمال القتالية المستمرة للحرب الثورية الأمريكية سيُشكل تحالف عسكري بين فرنسا والولايات المتحدة الأمريكية لتحقيق الهدف المباشر المتمثل في الحفاظ على «الحرية والسيادة والاستقلال المطلق وغير المحدود للولايات المتحدة الأمريكية، وكذلك حرية التجارة».

## ما بعد الكارثة
أعلنت بريطانيا العظمى الحرب على فرنسا في 17 مارس/آذار عام 1778 بعد أربعة أيام من إبلاغ السفير الفرنسي الحكومة البريطانية بأن فرنسا قد اعترفت رسميًا بالولايات المتحدة الأمريكية كدولة مستقلة من خلال توقيع معاهدة الصداقة والتجارة ومعاهدة التحالف. أدى الدخول الفرنسي في الحرب إلى مزيد من التصعيد إذ دخلت إسبانيا في المعركة ضد بريطانيا كحليف لفرنسا بعد توقيع معاهدة أرانجوز في 12 أبريل/نيسان عام 1779، ومرة أخرى في ديسمبر/كانون الأول عام 1780 عندما أعلنت بريطانيا الحرب على جمهورية هولندا بعد الاستيلاء على سفينة تجارية هولندية زعموا أنها كانت تحمل بضائع محظورة مهربة إلى فرنسا خلال قضية فيلدينغ وبيلاندت.
أثبتت الإمدادات الفرنسية من الأسلحة والذخيرة والزي الرسمي بعد التوقيع على المعاهدة الأهمية الحيوية للجيش القاري. في حين أجبرت نشاطاتهم في الحرب الفرنسية الإنجليزية بين عامي 1717 و1783 في جزر الهند الغربية وفي أماكن أخرى بريطانيا على إعادة نشر القوات البرية والبحرية بعيدًا عن مستعمرات أمريكا الشمالية لتأمينها. كانت المشاركة الفرنسية في الحرب مهمة جدا خلال حصار يوركتاون عندما انضم 10800 من القوات النظامية الفرنسية بقيادة كونت دي روشامبو و29 سفينة حربية فرنسية بقيادة كوت دي غراس إلى قوات الجنرال جورج واشنطن وماركيز دي لافاييت للحصول على استسلام قوات اللورد كورنواليس الجنوبية، ووضع حد للقتال في أراضي أمريكا الشمالية خلال الفترة المتبقية من الحرب. على الرغم من الجهود التي بذلتها بريطانيا للتفاوض ضمن معاهدات منفصلة مع خصومها في الحرب الثورية الأمريكية، فقد حافظت إسبانيا وفرنسا والولايات المتحدة الأمريكية على وحدتها خلال مفاوضاتها مع بريطانيا وأنهت القتال من خلال توقيع معاهدة باريس لعام 1783.